# Finkenstein am Faaker See

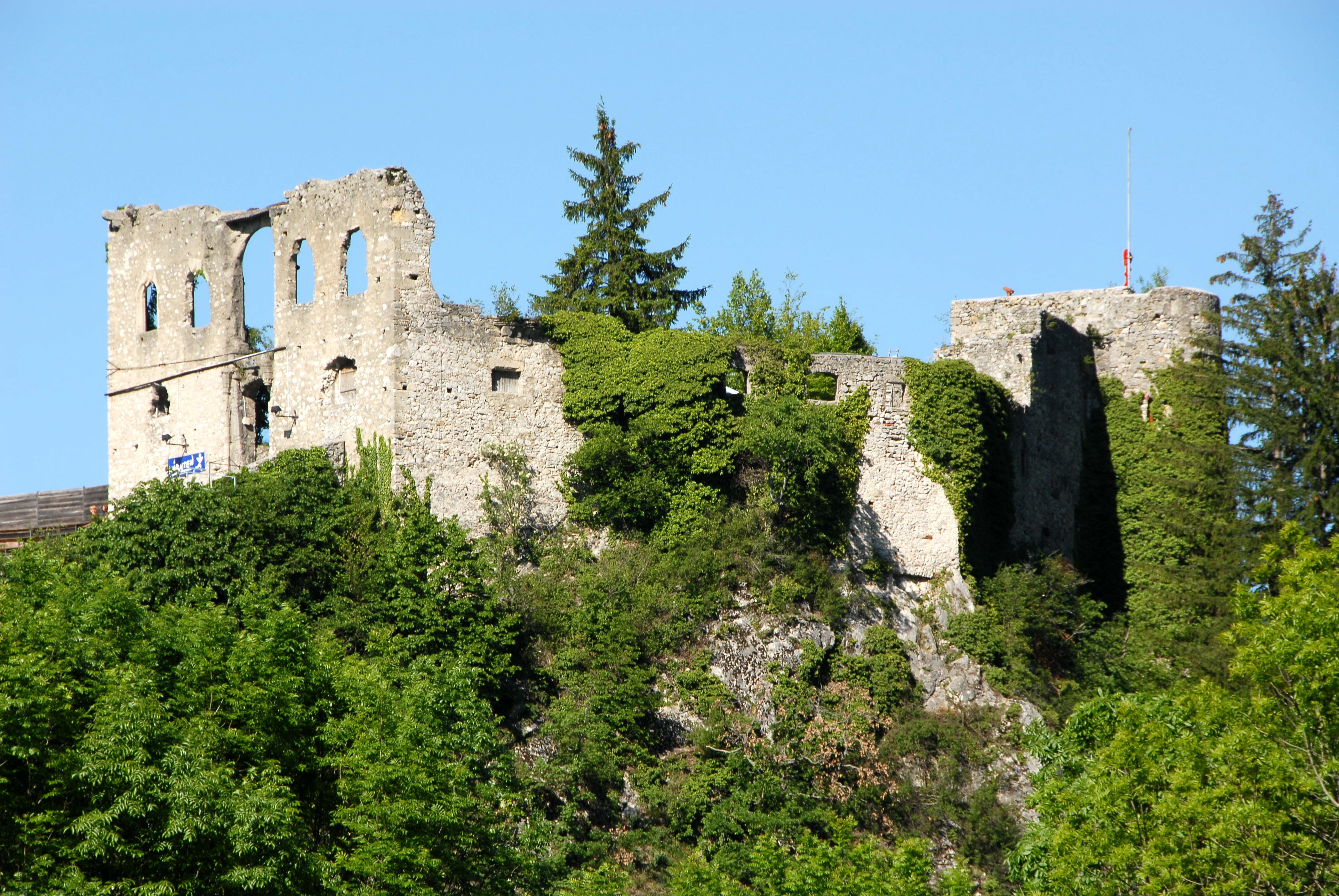
La rocca di Finkenstein

Finkenstein am Faaker See (fino al 2000 Finkenstein, in sloveno Bekštanj) è un comune austriaco di 8 799 abitanti nel distretto di Villach-Land, in Carinzia; ha lo status di comune mercato (Marktgemeinde). Nel 1973 ha inglobato il comune soppresso di Ledenitzen e la località di erlach, già frazione del comune soppresso di Maria Gail.
Finkenstein am Faaker See si trova nelle vicinanze di Villaco, tra il Faaker See e le Caravanche; vi si trova una rocca che domina il lago e nella cui arena all'aperto si tengono in estate rappresentazioni di vario tipo.

## Geografia antropica

### Suddivisioni amministrative
Il territorio comprende 28 località (tra parentesi il nome in lingua slovena e numero di abitanti al 1º gennaio 2015), di cui nove comuni catastali (quelli segnati con l'asterisco):
- Altfinkenstein (Stari Grad)
- Faak am See (Bače) *
- Finkenstein (Bekštanj)
- Fürnitz (Brnca) *
- Gödersdorf (Vodiča vas)
- Goritschach (Zagoriče)
- Höfling (Dvorec)
- Kopein (Kopanje)
- Korpitsch (Grpiče) *
- Latschach am Faaker See  (Loče) *
- Ledenitzen (Ledince)
- Mallenitzen (Malence) *
- Müllnern (Mlinare)
- Neumüllnern (Nova Mlinare)
- Oberaichwald (Zgornje Dobje)
- Oberferlach (Zgornje Borovlje) *
- Outschena (Ovčna)
- Petschnitzen (Pečnica)
- Pogöriach (Pogorje)
- Ratnitz (Ratenče)
- St. Job (Šentjob)
- Sigmontitsch (Zmotiče)
- Stobitzen (Stopca)
- Susalitsch (Žužalče)
- Techanting (Teharče)
- Unteraichwald (Spodnje Dobje)
- Unterferlach (Spodnje Borovlje)
- Untergreuth (Spodnje Rute) *